# Ermita de la Purísima Concepción (Tuéjar)

La ermita de la Purísima Concepción, en encuentra la localidad valenciana de Tuéjar, España, siendo patrona de la misma localidad. La fecha de construcción se desconoce aunque se estima que fue construida en el año 1595.
Es Bien de Relevancia Local con identificador número 46.10.247-002.

## Historia
Las noticias más antiguas (escritas) que de la ermita se conocen datan de 1595, según un documento en el que consta que siendo mayordomo Juan Darás dio las cuentas de cargo y descargo bajo juramento.
También se sabe que en el año 1639, por orden del obispo de Segorbe, fue hecha la visita ordinaria por los canónigos doctores Marco Antonio Roure y Pablo Nicolás Francés, que dieron cuenta de su visita con estas lacónicas palabras: "Ermita de la Concepción. En la Villa de Tuexar hay una Ermita de la Concepción de Nuestra Señora: es un retablo de pintura antigua, con una imagen de bulto."
Según estas noticias, tomadas documentalmente, este retablo habría desaparecido, o quisieron hacer otro mejor... Posteriormente Domingo Cuevas construyó el que sería destruido durante la guerra civil española. Algunos años después este mismo artista hizo el de San Diego de la iglesia parroquial. Como al hacer el nuevo retablo no se dice nada de la nueva imagen, cabe que la citada "de bulto" por los canónigos, en su informe, sería la que se quemó en la guerra.

## Descripción
Esta ermita tiene 253 metros cuadrados de superficie y no es de un estilo arquitectónico definido. Tiene la portada en arco y dos porches en los lados. El interior está compuesto por una nave de techo abovedado, sostenido por cuatro arcos de medio punto; del arranque de los arcos sale una cornisa que circunda toda la bóveda, hasta el coro alto. Tiene seis altares laterales, y el de la Patrona en el centro.

### Altar mayor
El altar mayor antiguo era un retablo de bastante mérito artístico, tallado en madera maciza y dorado; el artista que lo construyó se llamaba Domingo Cuevas.
La imagen de la Inmaculada Concepción, de tamaño casi natural, era de una belleza singular, tanto por sus justas proporciones como por su forma y actitud. La bola del mundo, sobre la que sentaba sus pies, estaba sostenida a su vez por un monstruoso dragón, que revolvía airado la cabeza con las fauces abiertas hacia el hermoso rostro de la Virgen, en una actitud de infernal impotencia.
Se ignora quién fue el artífice que realizó esta obra de arte, que por la actitud de sus manos nos recuerda a las pintadas por Murillo; también se ignora en que época se hizo, aunque se conocen algunas piadosas tradiciones que a la imagen se refieren: una dice que fue hecha por unos misteriosos peregrinos que llegaron al pueblo no se sabe de dónde y que, recogidos en una casa por caridad, se encerraron en un cuarto. La mañana siguiente, en la habitación donde ellos estuvieron apareció la imagen, y ellos desaparecieron con tanto misterio como habían llegado. Otra dice que durante la dominación de los árabes, los cristianos la escondieron en la cueva de Tudela, hasta que los sarracenos fueron expulsados, y milagrosamente dejó estampadas sus huellas en la roca, llamándose desde entonces Cueva de la Virgen.
Esta imagen, como tantas otras, fue quemada al principio de la guerra civil española, pero afortunadamente existe una fiel reproducción de la misma, hecha con el tronco de un ciprés que había en el huerto llamado del Cura, por un artista al que se considera como hijo del pueblo, por serlo su esposa, llamado Benjamín Miró Juan. Costó 5000 pesetas, y lleva la antigua corona de plata, que es lo único que pudo ser salvado de las llamas por un muchacho llamado Simón "El Tomate".
Frente al altar mayor está el coro alto, al que se sube por siete escalones, y tenía una antigua sillería de madera y un antiquísimo facistol, que también desaparecieron, así como los antiguos libros del coro; también tiene una balaustrada de madera, construida en sustitución de la original, desaparecida.

### Altares laterales
Los altares laterales están dedicados, por este orden, el primero, a Santa Irene y Santa Engracia, pintura de 1712; el segundo, Sagrada Familia, atribuido a Juan de Juanes; el tercero San Antonio de Padua, pintura de autor desconocido; el cuarto, San José, que a diferencia de los demás se encuentra en una capilla; el quinto San Juan de la Cruz, y el sexto, Santa Apolonia, pintura en lienzo, sin fechar.
Todas estas pinturas, algunas de ellas de mérito, y por las que se interesaron en su día algunos anticuarios, desaparecieron, y por desgracia no han sido recuperadas. Las que hoy les sustituyen tienen menos calidad artística.
El piso es de baldosas blancas y negras y todo el interior de la ermita está rodeado de un zócalo de azulejos antiguos, de gran mérito, con alegorías a la Virgen en sus diferentes advocaciones. 
Detrás del altar mayor está el camarín, que se construyó en el año 1907 y fue costeado por un benemérito hijo del pueblo, llamado D. Ramón Romero Solaz, que también dirigió su construcción; contiguo al camarín está la sacristía, y a continuación la vivienda del ermitaño, con un hermoso jardín rodeado por una cerca de obra.

No hay duda que la ermita y la devoción a la Inmaculada son las dos más viejas tradiciones del pueblo, basta leer parte del juramento que prestaba el "Justicia y Regimientos" de la Villa, al tomar posesión de sus cargos hace más de dos siglos, o sea, mucho antes de que fuese declarado dogma de fe el misterio de la Inmaculada Concepción:
"....También prometieron mirar y atender al servicio de Dios nuestro Señor, de S.M. que Dios guarde, y defender el misterio de la Purísima Concepción de la Virgen María, hasta perder la vida si fuese menester."
Esto consta en un acta que lleva la fecha de 26 de diciembre de 1732, firmada por Juan Crespo, fiel de fechos. 
Uno de sus sacristanes fue Victoriano Martínez durante más de 50 años . Era muy queriedo en el pueblo ya que cuando falleció se le llevó a hombros desde la ermita